# اوک وود، شهرستان وینباگو، ویسکانسین
اوک وود (به انگلیسی: Oakwood) یک منطقهٔ مسکونی در ایالات متحده آمریکا است که در شهرستان وینه‌بگو، ویسکانسین واقع شده‌است. اوک وود ۲۲۸٫۹۱ متر بالاتر از سطح دریا واقع شده‌است.